# Chiesa ortodossa dell'Ucraina

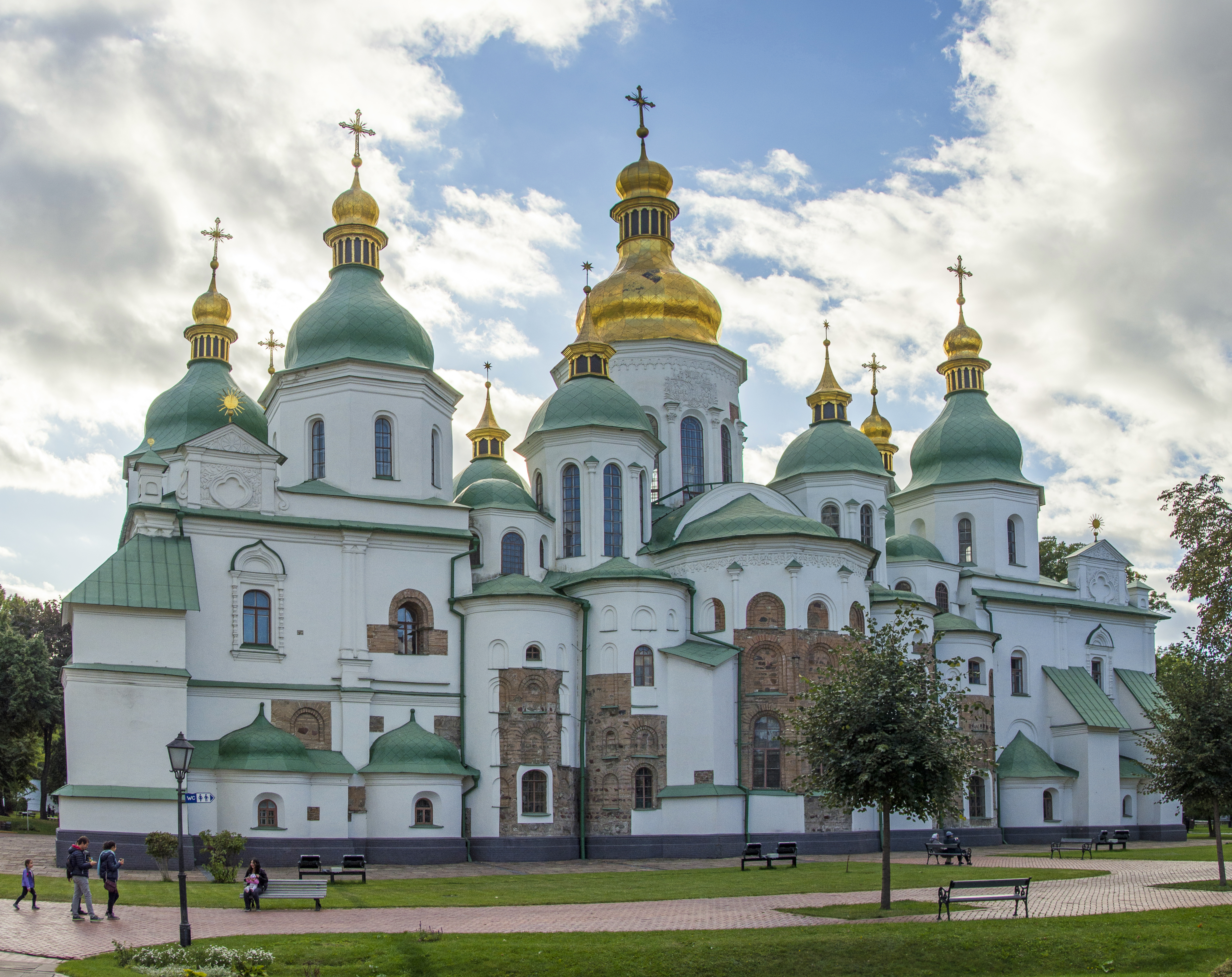
La cattedrale di Santa Sofia di Kiev.

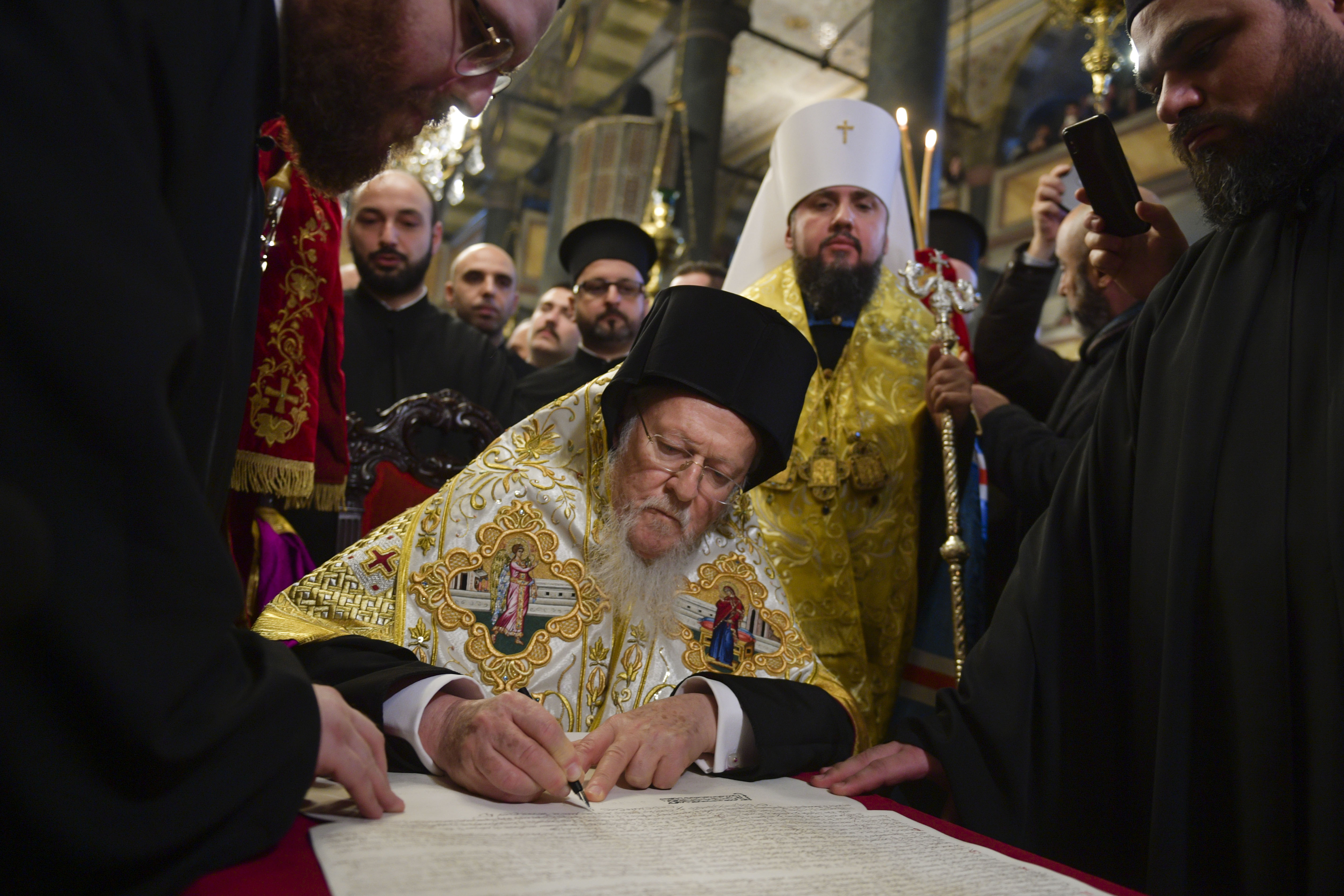
Il patriarca Bartolomeo di Costantinopoli firma il tomos che riconosce l'autocefalia della Chiesa ortodossa dell'Ucraina.

La Chiesa ortodossa dell'Ucraina (in ucraino Православна церква України?, Pravoslavna cerkva Ukraïny) è una Chiesa ortodossa nazionale ucraina.
Metropolita di Kiev e di tutta l'Ucraina è Epifanio, eletto il 15 dicembre 2018.

## Storia
La Chiesa ortodossa dell'Ucraina nasce il 15 dicembre 2018 durante il "concilio di riunificazione" celebratosi nella cattedrale di Santa Sofia di Kiev, in seguito alla decisione unanime dei vescovi della Chiesa ortodossa ucraina del Patriarcato di Kiev e della Chiesa ortodossa autocefala ucraina di unire le due Chiese ortodosse ucraine in una nuova Chiesa, sulla base della completa indipendenza canonica, come ufficialmente dichiarato l'11 ottobre precedente dal patriarca ecumenico di Costantinopoli Bartolomeo. Aderirono alla nascita della Chiesa ortodossa dell'Ucraina anche 2 vescovi della Chiesa ortodossa ucraina del Patriarcato di Mosca. Queste decisioni sono state sancite il 5 gennaio 2019, giorno in cui il patriarca Bartolomeo ha concesso il tomos che riconosce l'autocefalia della Chiesa ortodossa dell'Ucraina.
Queste decisioni sono state però fortemente contestate dalla Chiesa ortodossa russa, che riconosce l'Ucraina come territorio canonico appartenente alla sua unica ed esclusiva giurisdizione, e quindi ha denunciato lo "sconfinamento" del patriarcato di Costantinopoli. Questo ha portato alla rottura delle relazioni e della comunione ecclesiale tra Costantinopoli e Mosca, che considera illegale il concilio del 15 dicembre e scismatica la Chiesa ortodossa dell'Ucraina. Questa crisi religiosa, chiamata "scisma ortodosso del 2018", affonda le sue radici anche in motivi politici, l'occupazione russa della Crimea e la conseguente annessione della Crimea alla Federazione Russa. L'autocefalia della Chiesa ucraina è infatti stata fortemente voluta e supportata dal presidente ucraino Petro Porošenko, collocato su posizioni filo-atlantiste e filo-europeiste.
Nel concilio del 15 dicembre 2018 è stato eletto "metropolita di Kiev e di tutta l'Ucraina" Epifanio, nuovo primate della Chiesa ortodossa dell'Ucraina.
Il 13 dicembre 2019 si è completata la procedura per la soppressione legale delle due Chiese ortodosse precedenti, la Chiesa ortodossa ucraina del Patriarcato di Kiev e la Chiesa ortodossa autocefala ucraina.
Poco dopo il riconoscimento dell'autocefalia della Chiesa ortodossa dell'Ucraina, Filarete, ultimo patriarca della "Chiesa ortodossa ucraina del Patriarcato di Kiev", è entrato in contrasto con il nuovo metropolita Epifanio (pur da lui inizialmente sostenuto) per questioni interne di natura giurisdizionale. Il 20 giugno 2019 ha organizzato un sinodo con i suoi sostenitori annullando l'unificazione stabilita il 15 dicembre 2018 e rimettendosi a capo della sua antica Chiesa. Il 4 febbraio 2020 il Santo Sinodo della Chiesa ortodossa dell'Ucraina ha sospeso Filarete dalle sue funzioni.
Il 24 maggio 2023 il Consiglio dei vescovi decide di passare completamente al calendario giuliano rivisto e che questa transizione è avvenuto il 1 settembre 2023. È stato inoltre deciso di convocare il Consiglio locale il 27 luglio 2023, che finalmente ha approvato il passaggio al calendario giuliano rivisto.

## Transizione delle comunità ecclesiali all'OCU
Il processo di transizione delle parrocchie della UOC del Patriarcato di Mosca alla Chiesa ortodossa dell'Ucraina (OCU) è iniziato dopo il consiglio d'unificazione del 15 dicembre 2018 e la nascita della Chiesa ortodossa dell'Ucraina (OCU).
Al 31 ottobre 2023, 1.579 comunità religiose e monasteri hanno annunciato il passaggio dall'UOC (MP) all'OCU.

## Elenco delle eparchie
Elenco delle eparchie ufficialmente registrate nella Chiesa ortodossa dell'Ucraina al 3 febbraio 2024:
- Eparchia di Bila Cerkva (Білоцерківська єпархія)
- Eparchia di Vyšhorod (Вишгородська єпархія)
- Eparchia di Vinnycja-Bar (Вінницько-Барська єпархія)
- Eparchia di Vinnycja-Braclav (Вінницько-Брацлавська єпархія)
- Eparchia di Vinnycja-Tul'čyn (Вінницько-Тульчинська єпархія)
- Eparchia della Volinia (Волинська єпархія)
- Eparchia di Volodymyr-Volinia (Володимир-Волинська єпархія)
- Eparchia di Dnipro (Дніпропетровська єпархія)
- Eparchia di Donec'k (Донецька єпархія)
- Eparchia di Donec'k-Slov"jans'k (Донецько-Слов'янська єпархія)
- Eparchia di Drohobyč-Sambir (Дрогобицько-Самбірська єпархія)
- Eparchia di Žytomyr-Ovruč (Житомирсько-Овруцька єпархія)
- Eparchia di Žytomyr-Polis'ke (Житомирсько-Поліська єпархія)
- Eparchia della Transcarpazia (Закарпатська єпархія)
- Eparchia di Zaporižžja (Запорізька єпархія)
- Eparchia di Ivano-Frankivs'k (Івано-Франківська єпархія)
- Eparchia di Ivano-Frankivs'k-Halyč (Івано-Франківсько-Галицька єпархія)
- Eparchia di Kam"janec'-Podil's'kyj (Кам'янець-Подільська єпархія)
- Eparchia di Kiev (Київська єпархія)
- Eparchia di Kolomyja (Коломийська єпархія)
- Eparchia di Crimea (Кримська єпархія)
- Eparchia di Kropyvnyc'kyj (Кропивницька єпархія)
- Eparchia di Luhans'k (Луганська єпархія)
- Eparchia di Leopoli (Львівська єпархія)
- Eparchia di Leopoli-Sokal' (Львівсько-Сокальська єпархія)
- Eparchia di Mykolaïv (Миколаївська єпархія)
- Eparchia di Mukačevo-Carpazi (Мукачівсько-Карпатська єпархія)
- Eparchia di Odessa (Одеська єпархія)
- Eparchia di Perejaslav-Vyšneve (Переяславсько-Вишневська єпархія)
- Eparchia di Poltava (Полтавська єпархія)
- Eparchia di Rivne (Рівненська єпархія)
- Eparchia di Rivne-Volinia (Рівненсько-Волинська єпархія)
- Eparchia di Sumy (Сумська єпархія)
- Eparchia della Tauride (Таврійська єпархія)
- Eparchia di Ternopil' (Тернопільська єпархія)
- Eparchia di Ternopil'-Bučač (Тернопільсько-Бучацька єпархія)
- Eparchia di Ternopil'-Terebovlja (Тернопільсько-Теребовлянська єпархія)
- Eparchia di Užhorod-Chust (Ужгородсько-Хустська єпархія)
- Eparchia di Charkiv (Харківська єпархія)
- Eparchia di Charkiv-Poltava (Харківсько-Полтавська єпархія)
- Eparchia di Cherson (Херсонська єпархія)
- Eparchia di Chmel'nyc'kyj (Хмельницька єпархія
- Eparchia di Čerkasy (Черкаська єпархія)
- Eparchia di Černivci-Bukovina (Чернівецько-Буковинська єпархія)
- Eparchia di Černihiv (Чернігівська єпархія)